# ATTESA
ATTESA (zkratka z Advanced Total Traction engineering System for All-Terrain) je systém pohonu 4 × 4, který používají některé automobily japonské značky Nissan, včetně několika modelů značky Infiniti.
Je podobný systému pohonu 4 × 4 ostatních automobilek, přičemž točivý moment přechází z převodovky do středového viskózního samosvorného diferenciálu, který ho rozděluje na přední diferenciál a hnací hřídelí na zadní diferenciál.
Mechanický systém ATTESA byl vyvinut pro příčné uspořádání motoru vozidla a představil se RNU12 Bluebird na japonském trhu, vstoupil do výroby v září 1987. Tento systém se rozběhl po celé série U12 (RNU12/HNU12) a byl přizpůsoben mnoha modelů U12 s různými kombinace motorů a převodovek. Téměř totožný systém je připevněn na RNN14 GTi-R Pulsar a HNU13 Bluebird a Primera HNP10, našel využití také v mnoha dalších modelech Nissan.